# یواس‌اس چارلستون (ال‌کی‌ای-۱۱۳)
یواس‌اس چارلستون (ال‌کی‌ای-۱۱۳) (به انگلیسی: USS Charleston (LKA-113)) یک کشتی بود که طول آن ۵۷۶ فوت (۱۷۶ متر) بود. این کشتی در سال ۱۹۶۷ ساخته شد.